# Anthony Strollo
Anthony C. Strollo, auch bekannt als Tony Bender (* 18. Juni 1899 in New York City; † 8. April 1962 in Fort Lee, New Jersey) war ein hochrangiger US-amerikanischer Mobster der La Cosa Nostra, dem die Tätigkeit in gleich drei der Fünf Familien von New York City zugeschrieben wird.

## Leben

### Frühe Jahre
Anthony Strollo wurde in eine Mafiafamilie geboren und war ein Cousin von Lenine Strollo, welcher dem Pittsburgh-Mob in Pennsylvania zuzurechnen war sowie von Dante Strollo, der in Youngstown, Ohio, als Mobster aktiv war. Anthony Strollo wuchs in Manhattan in der Nähe der Manhattan Bridge auf. Während der Alkoholprohibition erwarb sich Strollo eine ansehnliche Reputation als bootlegger (Alkoholschmuggler) und Auftragsmörder. Er diente in den 1920er Jahren unter Joe Masseria. Im Krieg von Castellammare wechselte er allerdings auf die Seite von Salvatore Maranzano und diente unter Joseph Bonanno, der Maranzano als Boss nachfolgte, weshalb der Clan unter ihm als Bonanno-Familie klassifiziert wurde.
Mit seinen Partnern Joe Valachi und Bobby Doyle stieg er in das Glücksspielgeschäft ein und sie begannen zunächst mit dem Betrieb von 20 Glücksspielautomaten.

### Genovese-Familie
Nach dem Tod von Maranzano wechselte Strollo unter das Kommando von Lucky Luciano, der die größte Fraktion der La Cosa Nostra anführte, die später als Genovese-Familie klassifiziert wurde. Dadurch wurde er auch Mitglied im National Crime Syndicate.
Als Luciano Probleme mit Michael „Little Apples“ Reggione bekam, war es Strollos Partner Joe Valachi, welcher zusammen mit Peter Maione Reggione am 25. November 1932 ermordete. Strollo kontrollierte das Glücksspiel im New Yorker Stadtteil Greenwich Village. Als Luciano 1936 inhaftiert wurde, half Strollo, zusammen mit Capo Michael Coppola, Vito Genovese bei der Kontrolle über den Clan. Als 1937 Genovese nach Italien floh, wurde Strollo ein führender Capo unter Frank Costello. Er betrieb eine Reihe von Nachtclubs in Greenwich Village; darunter das Black Cat, The Hollywood und The 19th Hole. Es gibt aber auch Stimmen, die das 19th Hole in der Hand von Christopher „Christy Tick“ Furnari aus der Lucchese-Familie sahen, der außerdem das Village Inn leitete. Allerdings arbeitete Strollo mit Carmine Fatico, einem Capo der Lucchese-Familie, zusammen und soll mit diesem eine Reihe von Szenebars, welche speziell auf Homosexuelle Kundschaft ausgerichtet waren, betrieben haben. Partner Joe Valachi führte den Nachtclub Greenwich Village.
Am 20. September 1952 wurde Eugenio Giannini auf Strollos Anweisung hin von Joe Valachi, Fiore Siano, sowie Joseph und Pasquale Pagano in East Harlem ermordet. Im Nachtclub von Valachi wurde Stephen Franse durch Valachi am 19. Juni 1953 zu Tode stranguliert, weil er in Verdacht stand, ein Informant der Polizei gewesen zu sein.
1957 wurde Costello vom 1945 zurückgekehrten Vito Genovese als Boss verdrängt und Strollo übernahm den Drogenhandel für die Familie. Strollo soll dabei im Auftrag Genoveses am 25. September 1959 Anthony Carfano, den letzten hochrangigen Verbündeten Costellos, ermordet haben. Als Genovese 1959 wegen Drogenhandels verurteilt wurde, traf sich Strollo mit seinem neuen Boss Carlo Gambino, der Oberhaupt der Gambino-Familie war.
Strollo unterhielt auf Grund des Drogenhandels gute Kontakte zu Carmine Galante und Joseph DiPalermo. Dieses Trio dominierte zu seiner Zeit den Handel mit Heroin in New York.

### Das Ende
Am 8. April 1962 verschwand Strollo spurlos, kurz nachdem er sein Anwesen in Fort Lee, New Jersey, verlassen hatte. Seine Leiche wurde nie gefunden. Es wird u. a. vermutet, dass er im Auftrag von Genovese ermordet wurde, da dieser weiter mit Lucky Luciano in Kontakt stand. Nach einer (von Luciano) verbreiteten These, waren es Luciano und Meyer Lansky, welche der Polizei 1959 einen Tipp gegeben hatten, um Genovese auszuschalten. Es gab auch Gerüchte, Strollo sei untergetaucht, um diversen Anklagen zu entgehen.